# Flintøkserne fra Kobberup
Flintøkserne fra Kobberup er to flintøkser, der blev fundet i april 2016 af to mænd, der gravede dræn ned i en tørlagt sø nær landsbyen Kobberup sydøst for Skive.
Den ene af økserne er af et 50,5 cm langt og næsten rektangulært stykke flint. Det er den største flintøkse, der er fundet i Danmark. Et par dage senere blev den anden økse fundet. Den er gået i stykker, og kun den ene del på 35 cm er bevaret. Økserne er dateret til den yngre stenalder omkring 3800-3500 f.v.t. og forbindes med tragtbægerkulturen.
Økserne er sandsynligvis nedlagt i mosen som offer, da Tastum Sø var et sumpområde. Det har taget meget lang tid at fremstille økserne, og de har således repræsenteret en stor værdi. De er så lange, at de sandsynligvis ikke har kunnet bruges til praktiske formål.
I juli 2016 blev der udbetalt et rekordstort beløb i danefædusør på 110.000 kr. til finderen. Beløbet var meget højt i forhold til andre flintøkser, da fundet blev betegnet som helt unikt og meget sjældent.
I slutningen af januar 2017 blev de to økser udstillet på Nationalmuseet i udstillingen Hvad mulden gemte - årets danefæ 2016.